# Siegfried Körner (Linguist)
Siegfried Körner (* 17. April 1933 in Borna) ist ein deutscher Lehrer, Hochschullehrer sowie Namenforscher und Historiker.

## Leben
Siegfried Körner, Sohn des Bornaer Kolonialwarenhändlers Georg Körner und dessen Frau Helene, wurde 1951 Neulehrer für Deutsch und Russisch an der Dinterschule. Ab 1953 war er für drei Jahre Lehrer an der Oberschule Borna und unterrichtete danach wieder an der Dinterschule. Seit 1956 unterrichtete Körner zusätzlich an der Volkshochschule Borna – dort nahm er im Juni 2014 nach über einem halben Jahrhundert im Alter von 81 Jahren seinen Abschied. Ab den 1960er Jahren betrieb Körner Erwachsenenbildung auch in der Betriebsakademie des Chemiewerks Böhlen. 
An der Karl-Marx-Universität Leipzig studierte Körner ab 1956 Sprach- und Literaturwissenschaften, Slawistik und Romanistik. Auf das Diplom folgten die Promotion A und 1984 die Promotion B. Im Jahr 1991 erhielt er die Lehrbefähigung für Hochschulen. Weitere Fremdsprachen, die Körner über die Jahre erlernte und lehrte, sind Englisch, Französisch, Tschechisch und Latein. Hinzu kamen Verständnis in Sorbisch, Polnisch und Serbokroatisch sowie Interesse für Ungarisch.
Verheiratet ist er mit Kristina Körner (* 1944).

## Werk
Siegfried Körner forschte und publizierte zu Ortsnamen im deutsch-sorbischen Siedlungsgebiet in der Niederlausitz. Sein 1993 veröffentlichtes Ortsnamenbuch der Niederlausitz ist ein vielfach zitiertes wissenschaftliches Standardwerk in dem Gebiet, das die Grundlage für Walter Wenzels 2006 veröffentlichtes populärwissenschaftliches Niederlausitzer Ortsnamenbuch bildete.
Veröffentlichungen (Auswahl)
- Die patronymischen Ortsnamen im altsorbischen Sprachgebiet: Ein Beitrag zum Slawischen Onomastischen Atlas. Karl-Marx-Universität Leipzig, 1969.
- Untersuchungen zur slawischen Namengeographie. I. Die patronymischen Ortsnamen im Altsorbischen. (= Deutsch-Slawische Forschungen zur Namenkunde und Siedlungsgeschichte, Band 31) Akademie-Verlag, Berlin 1972.
- Die Ortsnamen der Niederlausitz (besonders unter slawistischem Aspekt). Karl-Marx-Universität Leipzig, 1985.
- Ortsnamenbuch der Niederlausitz. Studien zur Toponymie der Kreise Beeskow, Calau, Cottbus, Eisenhüttenstadt, Finsterwalde, Forst, Guben, Lübben, Luckau und Spremberg. (= Deutsch-Slawische Forschungen zur Namenkunde und Siedlungsgeschichte, Band 36) Akademie-Verlag, Berlin 1993.